# Fosfor czarny

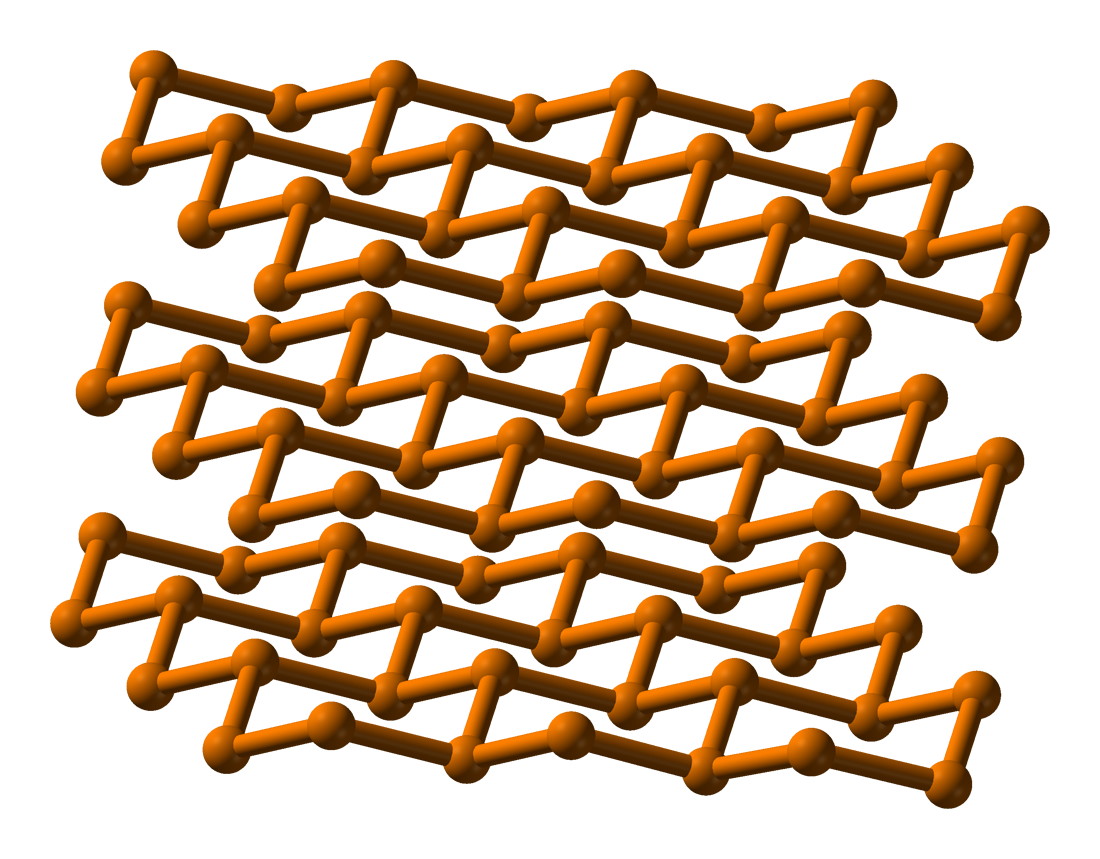
Budowa krystaliczna

Fosfor czarny – najtrwalsza odmiana alotropowa fosforu, otrzymana po raz pierwszy przez P.W. Bridgmana w drugiej dekadzie XX w.

## Otrzymywanie
Powstaje w wyniku ogrzewania fosforu białego (a także czerwonego) w temp. powyżej 200 °C pod ciśnieniem  12 tys. atm. Znane są jego cztery formy. Jako pierwszy i przy najniższych temperaturach i ciśnieniu powstaje fosfor czarny bezpostaciowy. Podczas dalszego ogrzewania przechodzi on w formę krystaliczną rombową. Pod ciśnieniem 50–100 tys. atm tworzy się forma trygonalna, a przy 110 tys. atm forma regularna. Obie formy wysokociśnieniowe są nietrwałe i w warunkach normalnych znana jest tylko forma rombowa. Fosfor czarny można też otrzymać przez kilkudniowe ogrzewanie fosforu białego do 380 °C w obecności metalicznej rtęci, a także w temperaturze pokojowej przez poddanie fosforu fali uderzeniowej o ciśnieniu 100 tys. atm. Monokryształy o pokroju igieł uzyskuje się przez rozpuszczenie fosforu w ciekłym bizmucie i roztworzeniu powstałego stopu w ok. 30% kwasie azotowym.

## Budowa
Rombowy fosfor czarny ma charakter polimeryczny i zbudowany jest w sposób zbliżony do grafitu, składa się z warstw fosforenowych tworzących siatkę pierścieni sześcioczłonowych (w przeciwieństwie do grafitu są one pofałdowane), w których każdy atom fosforu ma trzy wiązania z atomami sąsiednimi.

## Właściwości fizyczne
Forma rombowa ma metaliczny połysk i własności półprzewodnikowe. Jego przewodnictwo wzrasta wraz z ciśnieniem i przy 20 tys. atm zbliża się do wielkości charakterystycznych dla metali. Topi się w temp. ok. 610 °C, natomiast w 490 °C w atmosferze azotu sublimuje. Gęstość: 2,69 (rombowy), 3,56 (trygonalny), 3,88 g/cm3 (regularny). Jest badany jako potencjalny materiał do zastosowania w optoelektronice i elektronice.

## Właściwości chemiczne
Jest najmniej reaktywny z form alotropowych fosforu, jednak z wodą utlenioną reaguje szybciej niż fosfor czerwony. Na powietrzu jest całkowicie stabilny, z trudem daje się zapalić za pomocą zapałki, jednak jeśli jest zanieczyszczony rtęcią, to pochłania tlen i parę wodną z powietrza, pokrywając się warstwą gęstej cieczy. Ze stężonym kwasem azotowym reaguje wybuchowo z efektem płomienia, a stężony kwas siarkowy redukuje do dwutlenku siarki. Podczas kilkugodzinnego ogrzewania w 560 °C przekształca się w fosfor czerwony.